# Urschmerz
Das Wort Urschmerz tauchte im deutschen Sprachgebrauch 1854 in einem Text von Karl Rosenkranz auf. Einige Jahre später benutzten es Arthur Schopenhauer und Friedrich Nietzsche als Bezeichnung für eine ihrer philosophischen Ideen zur Erklärung des Begriffs Erscheinung. Nietzsche stellte in Die Geburt der Tragödie (1878) den Urschmerz als Bild neben den „Urwiderspruch“ und die „Urlust des Scheines“. Im 20. Jahrhundert erwähnte Gerhart Hauptmann das Wort in einem seiner Werke (1921) und Jahrzehnte danach (1970 oder 1971) wurde es in einem vom S. Fischer Verlag herausgegebenen Buch als deutsche Übersetzung für den von dem US-amerikanischen Psychologen Arthur Janov geprägten Begriff Primal Pain („primärer Schmerz“, „Primärschmerz“) verwendet. Janov bezeichnete damit die von ihm angenommenen und in seinen Büchern beschriebenen frühkindlichen Zustände überwältigender körperlich-seelischer Schmerzen (siehe Primärtherapie).